# Les Sauvages
Les Sauvages ist eine französische Gemeinde mit 621 Einwohnern (Stand 1. Januar 2022) im Département Rhône in der Region Auvergne-Rhône-Alpes.

## Geografie
Les Sauvages liegt 50 Kilometer von Lyon, 35 Kilometer von Roanne und 40 Kilometer von Villefranche-sur-Saône entfernt. Die Gemeinde ist Teil des Gemeindeverbands Ouest Rhodanien rund um die Stadt Tarare.

## Bevölkerungsentwicklung
| Jahr                       | 1962 | 1968 | 1975 | 1982 | 1990 | 1999 | 2009 |
| Einwohner                  | 303  | 315  | 341  | 447  | 561  | 575  | 619  |
| Quellen: Cassini und INSEE |      |      |      |      |      |      |      |